# Bjarkøya
Bjarkøya ist eine Insel im Fylke (Provinz) Troms in Nordnorwegen.

## Geographie
Bjarkøya liegt zwischen dem Vågsfjord im Osten und dem Andfjord im Westen, nördlich von Grytøya und nordwestlich von Sandsøya. Die Insel ist von Grytøya durch den an seiner schmalsten Stelle bei Austnes 1,3 km breiten Kvernsund und von Sandsøya durch den ca. 1,5 km breiten Sandsøysund getrennt. Im Norden liegt jenseits des nur 120 m breiten Sundsvollsunds die kleine Insel Helløya, und im nördlich daran anschließenden Schärengebiet schließen sich die kleinen bewohnten Inseln Flatøya, Krøttøya und Meløyvær an.
Die 14,6 km² große Insel ist von Osten nach Westen etwa 5,7 km lang und von Norden nach Süden etwa 5 km breit. Im Gegensatz zum südlichen Nachbarn Grytøya is Bjarkøya nicht allzu gebirgig; die höchste Erhebung ist der Falkeberg mit 248 m.

## Verwaltung
Bjarkøya gehört zur Kommune Harstad. Bis zum 1. Januar 2013 bildete die Insel den Kern der damaligen Gemeinde Bjarkøy, die dann nach Harstad eingegliedert wurde. Verwaltungssitz war Nergården auf Bjarkoya.

## Siedlungen und Verkehr
Vor allem entlang der Ost- und Nordküste und im langgestreckten Tal, das den vergleichsweise niedrigen Ostteil der Insel vom bergigeren Hauptteil im Nordwesten trennt, liegen Streusiedlungen, mit einer Konzentration im Bereich Bjarkøy–Nergården–Øvergården. Die Kirche in Bjarkøy mit ihren 350 Sitzplätzen wurde ursprünglich im Jahre 1765/66 auf Sandsøya erbaut, aber 1888 nach Bjarkøya gebracht; nur einige Teile der Inneneinrichtung wurden später nach Nordsand auf Sandsøya zurückgebracht und befinden sich heute in dem dort 1888 errichteten Nachfolgebau.
Die Siedlungen sind durch vier von Bjarkøy/Nergården ausgehende Straßen verbunden, von denen eine nach Austnes im Süden führt, wo die Autofähren nach Grytøya und Sandsøya anlegen.
Die Insel ist bisher nur per Schiff erreichbar: Von Austnes geht eine Autofähre über den Kvernsund nach Vikran am Sandsøysund im Nordosten von Grytøya, und von Bjørnå im Süden von Grytøya geht eine weitere Fähre nach Stornes auf Hinnøya und damit nach Harstad. Auch besteht eine Autofährverbindung von Austnes über den Kvernsund und durch den Sandsøysund nach Altevik auf Sandsøya.
Um die Verkehrsanbindung der drei Inseln zu verbessern, ist der Bau eines 3250 m langen Unterseetunnels zwischen Grytøya und Bjarkøya und einer Brücken-und-Damm-Verbindung von Grytøya nach Sandsøya (900 m Damm, 300 m Hauptbrücke und drei niedrige Nebenbrücken von 46, 66 und 66 m Länge) geplant.

## Geschichte
Bjarkøya war in der Wikingerzeit ein wichtiges Handelszentrum in Hålogaland, dem heutigen Helgeland, und geht als solches in aller Wahrscheinlichkeit auf die Zeit der Völkerwanderung zurück. Bei Øvergården südlich von Nergården wurde ein großer Bronzekessel, der sogenannte Bjarkøy-Kessel, von etwa 400 n. Chr. in einem Sumpf gefunden, und eine Anzahl von Funden aus der Zeit um 600 bis 700 n. Chr. waren um Bjarkøya konzentriert. Auch das Bjarkøy-Gericht zeugt von der einstigen Bedeutung des Orts.

## Persönlichkeiten
Von Bjarkøya stammte der Wikingerhäuptling Tore Hund, der im Jahre 1026 mit einigen Kumpanen nach Bjarmaland gelangte und 1030 König Olav den Heiligen, den Schutzpatron Norwegens, in der Schlacht von Stiklestad tötete.
Der norwegische Reichsverweser in den Jahren 1323 bis 1332, Erling Vidkunnsson aus dem mächtigen Häuptlingsgeschlecht von Bjarkøy, dem Bjarkøyætt, stammte ebenfalls von der Insel.